# Marguerite de Lussan
Marguerite de Lussan, née en 1682 à Paris et morte le 31 mai 1758 dans la même ville, est une femme de lettres et romancière historique française.

## Biographie
Marguerite de Lussan est née à Paris en 1682. Son origine exacte est peu connue : certains affirment qu'elle est née d'un cocher et de la Fleury ; d'autres qu'elle serait la fille naturelle du frère du prince Eugène, Louis-Thomas de Savoie-Carignan et d'une courtisane.
À l'âge de vingt-cinq ans, elle se lie d'amitié avec le savant Pierre-Daniel Huet, évêque d'Avranches, qui lui demande d'écrire des romans moraux, mais il ne les approuve finalement pas. Elle développe des sentiments pour lui et fait croire qu'il est son mari. Puis, elle publie une série de romans historiques, certains qu'elle écrit seule, d'autres en collaboration, comme avec Baudot de Jully, Boismorand ou La Serre.
Elle n'est pas décrite comme une femme particulièrement féminine, au contraire : « Elle était louche et brune à l'excès. Sa voix, son air n'appartenaient point à son sexe, mais elle en avait l'âme. Elle était sensible, compatissante, pleine d'humanité, généreuse, capable de suite dans l'amitié, sujette à la colère, jamais à la haine. Elle eut des faiblesses, mais sa passion principale fut de faire de bonnes actions. Elle était vive, gaie et malheureusement fort gourmande ».
Elle meurt d'une indigestion le 31 mai 1758.

## Controverses
Certains biographes contemporains de son temps et la BnF lui attribuent la maternité de Vie de Louis Balbe-Berton de Crillon, surnommé le Brave, et Mémoires des règnes de Henri II, François II, Charles IX, Henri III et Henri IV, pour servir à l’histoire de son temps. Le Dictionnaire historique et portatif des femmes célèbres, de Jean-François de La Croix, lui attribue également Vie du brave Crillon (certainement le même ouvrage que Vie de Louis Balbe-Berton de Crillon, surnommé le Brave), ainsi que L’histoire de la dernière révolution de Naples.
D’autres biographes s’accordent à dire que l’auteur de cet ouvrage paru anonymement n’est pas défini et qu’il peut être également attribué à Nicolas Baudot de Jully. À ce propos, le Dictionnaire biographique des auteurs du XVIIIe siècle note : « …On a vu paraître sous son nom (Mlle de Lussan) l’Histoire de la vie du règne de Charles VI, roi de France (1753) ; l’Histoire du règne de Louis XI (1755) et de l’Histoire de la dernière révolution de Naples (1756). Mais ces trois ouvrages sont de Baudot de Jully, le même qui, en 1696, donna l’Histoire de Charles VII, réimprimé en 1755. Mlle de Lussan lui rendait la moitié du profit qu’elle retirait des livres qu’elle adoptait, et lui faisait cent pistoles de pension, des deux cents qu’elle avait obtenus sur le Mercure… »
De même, une biographie contemporaine de son temps note : « On attribue à M. l’abbé de Boismorand Les anecdotes de la cour de Philippe-Auguste, en 6 part. ou 2 vol. in-12, qui virent le jour à Paris en 1733, et qui ont été souvent réimprimées depuis et qui est, sans contredit le meilleur ouvrage qui ait paru sous le nom de Mlle de Lussan. »
Une autre biographie contemporaine de son temps note : « Deux ou trois auteurs de ses amis, La Serre, l'abbé de Boismorand, Boudot de Juilly [sic], furent tour à tour, dit-on, ses fournisseurs ou ses teinturiers, et purent dès lors revendiquer une assez large part dans le succès de quelques-uns de ses écrits ! »
Toutefois, si Marguerite de Lussan est le véritable auteur de cet ouvrage, c'est le dernier qu'elle a écrit.

## Œuvres
- Anecdotes de la cour de François Ier, t. 1 & 2, Paris, Lebègue, 1821, 266, 268, 2 vol. in-12 (lire en ligne).
- Histoire de la comtesse de Gondez : écrite par elle-même, Paris, Nicolas Pepie, 1725, 350 p., 2 vol. 12° (lire en ligne).
- Divertissement pour le Roi, exécuté devant leurs Majestés à Versailles, le samedi 19 mars 1746, Paris, Ballard Fils, 1746    (Wikisource)

## Sources
- « XI », Le Livre revue mensuelle, vol. 2,‎ 1881, p. 7-8 (lire en ligne, consulté le 2 octobre 2017).